# Motivation
Motivation er et begreb, der refererer til en proces, der frembringer, kontrollerer og opretholder bestemte væremåder. Eksempelvis har en person ikke spist og føler sig derfor sulten. Som et svar på dette spiser personen og reduceres følelserne af sult. Ifølge forskellige teorier rodfæstes motivation i et basalt behov for at minimere psykisk smerte og maksimere nydelse, eller det kan indeholde specifikke behov som at spise eller hvile sig eller et ønsket objekt, mål, sindstilstand, ideal eller det tillægges måske til mindre tydelige grunde såsom altruisme, egoisme, moralitet, eller at undgå dødeligheden. Begrebsmæssigt skal motivation ikke blive forvekslet med enten vilje eller optimisme. Motivation er relateret til, men adskilt fra, emotion.

## Kort historie
På et tidspunkt var ansatte kun anset som  endnu et input i produktionen af goder og servicer. Men dette ændrede sig efter Hawthorne Studierne, studier der blev udført af Elton Mayo på Hawthorne Plant i 1920'erne. Forskerne studerede effekterne af forskellige arbejdsmiljøer på produktiviteten. De brugte lyssætning som en eksperimentel variable (effekten af skarpt lys og trist lys). De startede med at observere, at de ansatte arbejdede hårdere, men det var ikke på grund af lyset. De konkluderede at produktiviteten blev øget på grund af den opmærksomhed arbejderne fik fra forskerholdet og ikke på grund af de ændringer der blev lavet på den eksperimentelle variabel. Hawthorne-studierne fandt at arbejdere ikke er motiveret kun på grund af penge, men at motivation er sammenkoblet med arbejdernes opførsel og deres attituder. Hawthorne-studierne påbegyndte "human relations"-tilgangen til management, så behovet og motivationen hos arbejderen blev den primære fokus for ledere.

## Motivations-koncepter

### Indre og ydre motivation
Indre motivation refererer til den motivation der er drevet af en interesse i eller glæde ved selve opgaven, og eksisterer inden i den individuelle, frem for at bero på ydre påvirkninger. Indre Motivation er baseret på at føle glæde ved en aktivitet, frem for at arbejde mod en ydre belønning. Indre motivation har været studeret af social- og undervisningspsykologer siden 1970'erne. Harry F. Harlow var psykologiprofessor ved University of Wisconsin, hvor han i 1940’erne oprettede et af verdens førende laboratorier til studiet af primaters adfærd. En dag i 1949 udvalgte Harlow og to af hans kolleger otte rhesusaber, der skulle deltage i et indlæringseksperiment af to ugers varighed. Ud fra dette studie fandt de her allerede tegn på indre motivation og dermed satte gang i en den nyere tids viden om indre motivation.  Studerende der har en indre motivation har større chance for at gå ind i en opgave frivilligt, og at arbejde på at forbedre deres evner, hvilket vil øge deres evner.
Studerende vil sandsynligvis blive indre motiveret, hvis de:
- tillægger deres undervisningsmæssige resultater til faktorer de selv kontrollerer, også kaldet autonomi,
- tror på at de har evnerne der vil tillade dem at være effektive agenter i forsøget på at nå deres mål (eksempelvis hvis resultatet ikke bliver bestemt af held),
- er interesseret i at mestre et emne, i stedet for blot at lære det grundlæggende for at opnå gode karakterer.

Ydre motivation refererer til udøvelsen af en aktivitet for at opnå et udfald, der derfor modsiger indre motivation. Ydre motivation kommer ude fra den individuelle. Ydre motivation er normalt præmier som penge eller karakterer, tvang og trusler om straf. Konkurrence er generelt ydre, fordi det opfordrer udøveren til at vinde og slå andre og ikke glædes over de indre belønninger fra aktiviteten. Publikum der hepper på den individuelle og trofæer er også ydre incitamenter. 
Socialpsykologisk forskning har indikeret at ydre belønninger kan føre til for meget motivation og en deraf følgende reduktion i indre motivation. I et studie der demonstrerer denne effekt, blev børn der forventede at blive (og blev) belønnet med et bånd og en guld stjerne for at tegne, brugte mindre tid på at lege med tegne-materialerne i efterfølgende observationer, end børn der blev tildelt et uventet belønningsvilkår. For de børn der ikke modtog en ydre belønning, foreslår selvdeterminationsteorien at ydre motivation kan blive internaliseret af den individuelle hvis opgaven passer med deres værdier og overbevisninger og derfor hjælper med at opfylde deres basale psykologiske behov.

### Selvkontrol
Selvkontrol af motivation er stadig mere forstået som subtil følelsesmæssig intelligens; en person kan være meget intelligent ifølge en mere konservativ definition (der måles af de mange intelligenstests), men umotiveret til at bruge denne intelligens på bestemte opgaver. Professor ved Yale School of Management, Victor Vrooms "forventningsteori", gør rede for hvornår folk vil beslutte sig for at udøve selvkontrol for at forfølge et særligt mål eller ej. 
Foretagsomhed og begær kan beskrives som en mangel eller behov der aktiverer adfærd der er rettet mod et mål eller et incitament. Disse menes at starte inden i den individuelle og kræver ikke nødvendigvis ekstern stimuli for at tilskynde adfærden. Basalt foretagsomhed kan startes af mangler såsom sult, der motivere en person til at søge mad; hvor en mere subtil foretagsomhed kan være begæret efter ros og anderkendelse, hvilket motiverer en person til at opføre sig på en måde der behager andre.
Som kontrakt, kan ydre belønninger og stimulis rolle blive set i eksemplet med træning af dyr ved at give dem goder når der udføre et trick korrekt. Goderne motiverer dyrene til at udføre tricket hele tiden, selv senere når goderne er fjernet fra processen.

## Motivationsteorier

### Opmuntringsteorien
En belønning, konkret eller ukonkret, bliver præsenteret efter forekomsten af en aktion (dvs. adfærd) men intentionen om at få adfærden til at fremkomme igen. Dette er gjort ved at associerer positive mening til en adfærd. Studier har vist, at hvis personen modtager belønningen med det samme, er effekten større og effekten falder i takt med at varigheden forøges. Gentagne aktion-belønningskombinationer kan få aktionen til at blive en vane. Motivation kommer fra to kilder: en selv, og andre folk. Disse to kilder kaldes indre motivation og ydre motivation.
Forstærkere og forstærkende adfærdsprincipper er forskellige fra den hypotetiske fremstilling af en belønning. En forstærker er en hvilke som helst stimulusændring efter et respons der øger den fremtidige frekvens eller størrelse på den respons. Derfor er den kognitive tilgang vejen frem som i 1973 da Maslow beskrev det som den gyldne ananas. Positive forstærkere er demonstreret som en øgning i den fremtidige frekvens eller størrelse på en respons på grund af i fortiden at være efterfulgt tilfældigt af en forstærkende stimuli. Negative forstærkere involvere stimulusændringer der består af fjernelsen af en aversiv stimuli efter et respons. Positiv forstærkning involverer en stimulusændring der består af præsentationen eller forstørrelse af en driftsbehovsstimuli efter et respons. Ud fra dette perspektiv, er motivation formidlet af miljømæssige begivenheder, og konceptet i at gøre forskel på indre og ydre motivation er irrelevant. 
At bruge den rigtige motivationsteknik kan være meget sværere end det ser ud. Steven Kerr siger at når der laves et belønningssystem, kan det være nemt at rose A, mens man håber på B og i den proces, høste skadelige effekter der kan sætte dine mål på spil.
Opmuntringsteorien i psykologi behandler den individuelles motivation og adfærd som om den er influeret af overbevisninger, såsom at tage del i aktiviteter der forventes at give overskud. Opmuntringsteorien bliver promoveret af behavioristiske psykologer, såsom B.F. Skinner og literaliseret af behaviorister, specielt af Skinner i hans filosofi af Radikal behaviorisme, der betyder at en persons aktioner altid har sociale følger: og hvis aktionerne bliver modtaget positivt, er der større chancer for at folk opfører sig på denne måde, eller hvis de bliver modtage negativt, er der mindre chance for at folk ikke opfører sig på denne måde. 
Opmuntringsteorien adskiller sig selv fra andre motivationsteorie, så som driftteorien, i retningen af motivationen. I opmuntringsteorien, tiltrække stimuli en person mod dem. I modsætning til kroppen der søger at genoprette homøostase, der skubbes mod stimulien. I forbindelse med behaviorisme, involvere opmuntringsteori positiv forstærkning: stimulien er betinget til at gøre personen gladere. Eksempelvis en person ved at spise mad, drikke vand eller opnå social kapital vil gøre dem gladere. I modsætning til driveteorien, der involverer negativ forstærkning: en stimuli associeres med fjernelsen af straffen – manglen på homøostase i kroppen. Eksempelvis, hvis en person lærer at hvis der spises når man er sulten, vil det fjerne den negative følelse af sult, eller hvis de drikker når de er tørstige, vil det eliminerer den negative følelse af tørst.

### Drift-reduktionsteorien
Der er flere driftteorier. Drift-reduktionsteorien kommer fra konceptet om  at vi har en bestemte biologiske drifter, såsom sult. Som tiden går forstærkes denne drift hvis den ikke bliver opfyldt (i dette tilfælde ved at spise). Efter at have tilfredsstillet en drift, formindskes driftens styrke. Teorien er baseret på diverse ideer fra teorier af Freud til ideer om feedback-kontrolsystemer, såsom en termostat
Driftteorien har en smule intuitiv eller folkelig validitet. Eksempelvis når der forbedredes mad, ser det ud til at drift-modellen er kompatibel med følelsen af stigende sult mens maden laves, og, efter at maden er indtaget, et fald i den subjektive sult. Der er dog flere problemer, der efterlader validiteten af drift-reduction åben for debat. Det første problem er at det ikke forklarer hvor sekundære forstærkere reducerer drift. Eksempelvis tilfredsstiller penge ingen biologiske eller psykologiske behov, men en lønseddel ser ud til at reducere drift gennem andenordens konditionering. Det andet problem er at en drift, så som sult, ses på som værende en "lyst" til at spise, hvilket gør driften til en homunculær ting – en ting der kritiseres for blot at flytte det fundamentale problem bagved denne "lille mand" og hans lyster. 
I tilføjelse hertil er det klart at drift-reduktionsteori ikke kan være en komplet teori om adfærd eller et sultent menneske ville ikke kunne forbedre et måltid uden at spise maden inden han er færdig med at lave den. Driftteoriens evne til at klare alle disse former for adfærd, fra ikke at tilfredsstille en drift (ved at tilsætte andre træk såsom tilbageholdenhed), eller tilføje ekstra drifter for "smagfuldt" mad, der kombinere med driften for "mad" for at forklare "at lave mad", er svært at teste.

#### Kognitiv dissonansteori
Leon Festinger foreslog at kognitiv dissonans fremkommer når en individuel oplever en form for ubehag som resultat af en uforenelighed mellem to kognitioner. Eksempelvis en forbruger søger måske at berolige sig selv med hensyn til et køb, men føler i retrospekt at en anden beslutning måske ville have været at foretrække.
Selvom det ikke er en motivationsteori som sådan, foreslår teorien om kognitiv dissonans at folk har en motivationel drift der reducere dissonans. De gør dette ved at ændre deres attitude, overbevisning eller handlinger. Dissonans bliver også reduceret ved at retfærdiggøre, skyde skylden på andre eller fornægte. Det er en af de mest influerende og udstrakte studerede teorier i socialpsykologi.

### Behovteorier

#### Behovshierarkiteori
Indholdsteorien inkluderer hierarkiet af behov fra Abraham Maslow og to-faktor-teorien fra Frederick Herzberg. Maslows teori er en af de mest diskuterede teorier om motivation.[kilde mangler]
Den amerikanske motivationspsykolog Abraham H. Maslow udviklede et hierarki af behov der bestod af fem hierarkiske klasser. Det viser kompleksiteten af menneskelige behov. Ifølge ham, er folk motiveret af utilfredsstillede behov. De nederste behovsniveau såsom 'Fysiologiske' og 'Sikkerhedsbehov' skal opfyldes før højere behovsniveauer kan kigges på. Vi kan relatere Maslows Behovspyramide-teori til arbejders motivation. Eksempelvis hvis en leder prøver på at motiverer sine ansatte ved at tilfredsstille deres behov skal han, ifølge Maslow, prøver at tilfredsstille de nederste behovsniveauer før han prøver at tilfredsstille de øvre niveauer ellers vil de ansatte ikke være motiveret. Han skal også huske på at ikke alle vil blive tilfredsstillet af de samme behov. En god leder vil prøve at finde ud af hvilket niveau er aktivt for bestemte individuelle eller ansatte
De basale krav er bunden i hans pyramide. Hvis der er nogle mangler på dette niveau, vil hele den menneskelige adfærd være orienteret på at opfylde denne mangle. Dernæst har vi det andet niveau, der viser et behov for sikkerhed. Basalt set er det orienteret mod en fremtidigt behov for sikkerhed. Efter at have sikret disse to niveauer, skifter motiverne til den sociale sfære, der danner det tredje niveau. Psykologiske behov findes i det fjerde niveau, mens toppen af hierarkiet består af selvrealisering. 
Så teorien kan summeres:
- Mennesker have behov og lyster der influerer på deres adfærd. Kun utilfredsstillede behov influerer adfærd, tilfredsstillede behov gør ikke.
- Da der er mange behov, er de arrangeret i rækkefølge i forhold til vigtighed, fra basalt til komplekst.
- Personen avancerer til det næste niveau af behov, efter at det nedre behovsniveau som minimum er minimalt tilfredsstillet.
- Jo længerer en person kommer op i hierarkiet, jo mere individualitet, menneskelighed og psykologisk sundhed vil en person vise.

Behovene, listet fra basale (lavest-tidligst) til mest komplekse (højeste-sidst) er som følger:
- Fysiologi (sult, tørst, søvn, etc.)
- Sikkerhed/Sundhed/Husly
- Tilhørsforhold/Kærlighed/Venskab
- Selvtillid/Anderkendelse/Agtelse
- Selvaktualisering

#### Herzbergs to-faktor teori
Frederick Herzbergs to-faktor teori, a.k.a. indre/ydre motivation, konkluderer, at bestemte faktorer på arbejdspladsen resulterer i tilfredshed på jobbet, men hvis de mangler, giver de ikke utilfredshed men heller ikke tilfredshed. Faktorerne der motiverer folk kan ændres gennem deres livstid, men "respekter mig som en person" er en af de topmotiverende faktorer på hvilket som helst tidspunkt i livet.
Han skelner mellem:
- Motivatorer; (eksempelvis udfordrende arbejde, anderkendelse, ansvar) der giver positiv tilfredsstillelse, der kommer fra indre konditioner

fra selve jobbet, såsom anderkendelse, opnåelse og personlig udvikling, og
- Hygiejne faktorer; (eksempelvis status, jobsikkerhed, løn, frynsegoder, arbejdsforhold) der ikke giver positiv tilfredsstillelse, men utilfredshed opstår i deres fravær. Disse er ydre i forhold til selve arbejdet og inkludere aspekter såsom firmapolitik, overvågningsmåden eller løn.[9][10]

Navnet hygiejnefaktorer er brugt, fordi tilstedeværelsen ikke gøre dig sundere, men fravær kan skabe sundhedsnedgang.
Teorien kaldes nogle gange "Motivator-Hygiejne teorien" og/eller "Dual-struktur teorien"
Herzbergs teori har fundet indpas i sådanne erhvervsmæssige områder som informationssystemer og i studier af brugertilfredshed.

#### Alderfers ERG teori
Clayton Alderfer lavede ERG teorien ved at gå videre med Maslows behovspyramide. Denne teori postulerer at der er tre gruppe at kernebehov; eksistens (existence), slægtsskab (relatedness) og udvikling (growth) – navnet kommer af de tre engelske ord: ERG teori. Eksistensgruppen fokuserer på at give de basale materielle eksistensbehov. De inkludere de ting Maslow anså for at være fysiologiske- og sikkerhedsbehov. Den anden gruppe af behov er dem der har med slægtskab at gøre – behovet for at vedligeholde vigtige interpersonelle forhold. Disse sociale og status behov kræver interaktion med andre for at blive tilfredsstillet, og de sidestilles med Maslows sociale behov og den ydre komponent i Maslows selvværdsklassifikation. Til sidst isolerer Alderfer udviklingsbehov som et indre behov for personlig udvikling. De inkluderer den indre komponent fra Maslows selvværdsklassifikation og karakteristikkerne inkluderers under selvaktualisering.

#### Selvbestemmelsesteorien
Selvbestemmelsesteorien (SDT) udviklet af Edward Deci og Richard Ryan fokuserer på vigtigheden af indre motivation i den menneskelige adfærd. Ligesom Maslows hierarkiske teori og andre der bygger på det, postulerer SDT en naturlig tendens mod vækst og udvikling. I modsætning til andre teorier inkludere SDT dog ingen form for "autopilot" for præstation, men kræver i stedet aktivt opmuntring fra miljøet. De primære faktorer der tilskynder motivation og udvikling er autonomi, kompetence feedback og slægtskab.

### Brede teorier
Den seneste måde i udviklingen af en bred, integrerende teori om motivation er Temporal Motivationsteori (TMT). Den blev introduceret i en artikel i en 2007-udgave af Academy of Management Review, hvor det syntetiseres ind til en enlig formulering af de primære aspekter fra flere andre store motivationsteorier, heriblandt Opmuntringsteorien, Driftsteorien, Behovsteorien, Selveffektteorien og Målsætningsteorien. Den første forskere noterede sig at i et forsøg på at holde teorien simpel, blev eksisterende teorier der skulle integreres udvalgt på baggrund af deres delte attributter, og at disse teorier stadig er værdifulde, da TMT ikke indeholder samme dybde i detaljerne som hver individuel teori. Men den simplificerer stadig området omkring motivation og tillader at fund lavet med én teori kan oversættes til termerne i en anden.
Samtidig er Opnåelsesmotivation et integreret perspektiv, baseret på præmissen om at præstationsmotivation kommer fra den måde brede komponenter fra personligheden er guidet mod præstation. Som resultat heraf, inkluderer det en vifte af dimensioner der er relevant for at opnå succes på jobbet, men som ikke konventionelt regnes som værende en del af præstationsmotivation. Især integrerer det tidligere separerede tilgange som Behov for at opnå noget med eksempelvis motiver som dominans. Opnåelsesmotivation-indholdet er baseret på denne teori og tilgår tre faktorer (17 separate skalaer) relevant for erhvervsuddannelse og professionel succes.

### Kognitive teorier

#### Målsætningsteori
Målsætning er baseret på at individuelle nogle gange har driften for at opnå et klart defineret slutstadie. Ofte er dette slutstadie en belønning i sig selv. Et måls effektivitet afhænger af tre ting: nærhed, sværhed og specificitet. Et ideelt mål skal vise en situation hvor tiden mellem starten på adfærden og slutstadiet er kort. Dette forklarer hvorfor nogle børn er mere motiveret for at lærer at cykle end de er for at mestre algebra. Et mål skal være moderat, ikke for svært og ikke for let at klare. I begge tilfælde, er de fleste folk ikke optimalt motiveret, da mange vil have en udfordring (der giver en eller anden form for usikkerhed om udfaldet). På sammen tid vil folk føle at der er en substantiel mulighed for at de vil opnå succes. Specificitet omhandler beskrivelsen af målet i deres klasse. Målet skal defineres objektivt og forståeligt for den individuelle. Et klassisk eksempel på et dårligt specificeret mål er at få den højst mulige karakter. De fleste børn har ingen idé om hvor meget det kræver for at opnå dette mål.

### Modeller på adfærdsændringer
Social-kognitive modeller af adfærdsændringer inkludere konstruktionen af motivation og vilje. Motivation ses som en proces der fører til skabelsen af adfærdsintentioner. Vilje ses som en proces der fører fra intention til faktisk handling. Med andre ord, motivation og vilje referer til målsætning og målforfølgelse. Begge processer kræver selv-regulerende indsats. Flere selvregulerende konstruktioner kræves for at arbejde i en orkestrering for at opnå mål. Et eksempel på sådan en motivationel og viljekonstruktion er opfattet selv-effekt. Selv-effekt formodes at facillitere formationen af adfærdsintentioner, udviklingen af handlingsplaner og starten på handling. Det kan støtte overgangen fra intention til handling.

### Ubevidste motivation
Nogle psykologer tror på at en signifikant del af den menneskelige adfærd får energi fra og styres af ubevidste motiver. Ifølge Maslow "..har psykoanalyse ofte demonstreret at forhold mellem bevidste ønsker og det ultimative ubevidste mål der ligger under det, ikke på nogen måde behøver at være direkte".[kilde mangler]

### Indre motivation og de 16 basale lyster teorien
Startende med studier der involverede mere end 6.000 personer, fremsætte professor Steven Reiss en teori der fandt 16 basale ønsker der guider næsten alt menneskelig opførsel.[kilde mangler] De 16 ønsker der motiverer vores handlinger og definerer vores personlighed er:
- Accept, behovet for accept.
- Nysgerrighed, behovet for at lære.
- Spise, behovet for næring.
- Familie, behovet for at opdrage børn.
- Ære, behovet for at være loyal overfor de traditionelle værdier i ens klan/etniske gruppe.
- Idealisme, behovet for social retfærdighed.
- Uafhængighed, behovet for individualitet.
- Orden, behovet for at være organiserede, stabile, forudsigelige miljøer.
- Fysisk aktivitet, behovet for fysisk udfoldelse.
- Kraft, behovet for viljes influeren.
- Romance, behovet for sex
- Gemme, behovet for at samle
- Social kontakt, behovet for venner
- Social status, behovet for social status/vigtighed
- Stilhed, behovet for at være sikker
- Hævn, behovet for at hævne sig/vinde

I denne model er folk forskellige i disse basale ønsker. De basale ønsker repræsenteret indre ønsker der direkte motiverer en persons adfærd, og ikke er målrettet mod indirekte at tilfredsstille andre. Personer kan også blive motiveret af ikke-basale ønsker, men i dette tilfælde relaterer de ikke til dyb motivation eller kun som en måde hvorpå man kan opnå andre basale ønsker.

## Kontroller motivation
Kontrollen af motivation har man kun en begrænset forståelse af. Der er mange forskellige tilgange til motivationstræning, men mange af disse anses som værende pseudovidenskabeligt af kritikerne. For at forstå hvordan man kontrollere motivation, er det først nødvendigt at forstå hvorfor mange mennesker mangler motivation.

### Medarbejdermotivation
Arbejdere i en hvilken som helst organisation har behov for noget der skal holde dem i gang med at arbejde. For det meste er medarbejdernes løn nok til at få dem til at blive ved med at arbejde. En medarbejder skal være motiveret for at arbejde for et firma eller en organisation. Hvis der ikke er motivation til stede hos en medarbejder, så vil medarbejderens arbejdskvalitet eller alt arbejde generelt, falde.
Når man motiverer et publikum, kan man generelt bruge motivationelle strategier eller specifikke motivationelle appeller. Generelle motivationstrategier inkluderer blødt salg mod hårdt salg og personlighedstype. Bløde salg-strategier har logisk appel, emotionel appel, råd og rod. Hårdt salg-strategier har byttehandler, overstigning, pres og rangering. Det er også muligt at baserer ens strategi på tilskuernes personlighed. Specifikke motivationelle appeller fokuserer på verificerbare fakta, følelser, rigtigt og forkert, belønninger til tilskuerne og trusler mod tilskuerne.

### Stoffer
Nogle forfattere, især transhumanisterne, har foreslået brugen af "smarte stoffer", også kendt som nootropikker, som motivationsforstærkere. Disse stoffer fungerer på forskellige måder så de influerer på neurotransmitterne i hjernen. Det er generelt accepteret at disse stoffer forbedre kognitive funktioner, men uden potentielle bivirkninger. Effekterne på hjernen af mange af disse stoffer er ikke forstået godt nok og deres legale status gør ofte åben eksperimenteren svært.[kilde mangler]